# HD 200525
HD 200525，又名CP-73 2192，SAO 257890、HR 8061，是一颗恒星，视星等为5.68，位于銀經320.01，銀緯-35.61，其B1900.0坐标为赤經20h 58m 54.1s，赤緯-73° -35.61′ 52″。